# Сони Раздан
Сони Махеш Бхатт  (англ. Soni Mahesh Bhatt; имя при рождении — Сони Раздан, англ. Soni Razdan; род. 25 октября 1956) — британская актриса

 и кинорежиссёр, работающая в индийских фильмах на языке хинди. Замужем за кинорежиссёром Махешем Бхаттом и является матерью актрисы Алии Бхатт. Дебютировала в качестве актрисы в фильме «Переулок Чауринги, 36» (1981). Её первый успех был связан с драматическим фильмом «Суть» (1984), за который она была номинирована на премию Ассоциации киножурналистов Бенгалии за лучшую женскую роль и Filmfare Award за лучшую женскую роль второго плана. Другие известные работы Раздан: «Рыночная площадь» (1983), «Прошлое, настоящее, будущее» (1985), «Хамош» (1985), «Такое долгое путешествие» (1998), «Шпионка» (2018) и «Искренне твоя» (2018). Раздан также снялась в нескольких сериалах OTT, включая «Вердикт: Штат против Нанавати» , «Из любви», «Вверх дном» и «Позвоните моему агенту: Болливуд».

## Ранний период жизни
Сони Раздан родилась 25 октября 1956 года в районе Смолл-Хит города Бирмингем, Англия, в семье британки немецкого происхождения Гертруды Хельцер и индийского отца кашмирского пандита Нарендры Натха Раздана.
Будущая актриса выросла в Бомбее, Индия.

## Карьера
Раздан начала свою карьеру в английском театре в пьесе «Коллекционер» Джона Фаулза, а карьеру на сцене хинди — с «Бунд Дарвазе», с постановки Сатьядева Дубея романа Жан-Поль Сартра «За закрытыми дверями». Её фотографии увидел итальянский театральный режиссёр Франко Дзеффирелли, который решил взять её на роль Марии в свой мини-сериал «Иисус из Назарета». Роль, однако, досталась Оливии Хасси, а Раздан сыграла молодую скорбящую мать, а также появлялась в качестве статиста в других сценах. Раздан дебютировала в фильмах на хинди во второстепенной роли в фильме 1981 года «Переулок Чауринги, 36», с Дженнифер Кендал в главной роли. Фильм также ознаменовал режиссёрский дебют Апарны Сен, которая до этого была известна как ведущая актриса бенгальского кино. Роль Раздан привлекла всеобщее внимание. «Переулок Чауринги, 36» также был представлен на первом Манильском международном кинофестивале, где он выиграл главный приз. Критик Вимал Диссанаяке рассматривает фильм, как изображение патриархальной социальной системы: «Фильм изображает тяжелое положение одинокой женщины в обществе, которое мало заботится о вопросах женской субъективности и самореализации. В популярной культуре название фильма стало символом города Калькутта, особенно его кухни. Ресторан в Бангалоре и сеть ресторанов быстрого питания в Дели называются «Переулок Чауринги, 34». Затем она также появилась в фильме «Шаг за шагом» режиссёра Эсмаила Шроффа. Это ремейк фильма на языке каннада Gejje Pooje. 
В 1983 году она снялась в фильме под названием «Рыночная площадь» режиссёра Шьяма Бенегала. Основанный на классическом рассказе на языке урду писателя Гулама Аббаса, фильм повествует о борделе, расположенном в самом сердце города, районе, который некоторые политики хотят видеть своим. Фильм представляет собой сатирическую комедию о политике и проституции. В 1984 году она получила известность после выхода фильма «Суть», рассказывающем о пожилой паре пытающейся принять потерю своего единственного сына. Режиссёром фильма был её нынешний муж Махеш Бхатт. «Суть» был выбран в качестве официального представителя Индии на премию «Оскар» 1985 года за лучший фильм на иностранном языке, но не был номинирован. Её игра в фильме была оценена критиками и зрителями, за что она была номинирована на премию Ассоциации киножурналистов Бенгалии за лучшую женскую роль и получила Filmfare Award за лучшую женскую роль второго плана.
Раздан сняла фильм под названием «Любовная интрига», который должен был выйти в 2016 году, но не вышел. Она снялась в фильме Мегны Гульзар «Заговор», в главной роли в котором снялась её дочь Алия. Это был первый раз, когда она разделила экран с дочерью, став её матерью и на экране. Сони сыграла главную роль в фильме «Искренне твоя», изобразив одинокую госслужащую средних лет Митхи Кумар. Она также появилась в роли матери Имаадуддина Шаха в фильме 2007 года «Сердечный друг». В 2018 году в рамках движения MeToo Раздан сказала, что однажды ее чуть не изнасиловал кто-то на съемочной площадке. Им это не удалось, и она не подавала жалобу на попытку изнасилования. 

## Личная жизнь
20 апреля 1986 года Раздан вышла замуж за индийского кинорежиссёра Махеша Бхатта. Бхатт не хотел разводиться со своей первой женой, поэтому он и Раздан приняли ислам до свадьбы и провели исламскую церемонию заключения брака — никах. После принятия ислама Сони взяла себе мусульманское имя Сакина. 
Она является матерью Шахин Бхатт (род. 28 ноября 1988) и актрисы Алии Бхатт (род. 15 марта 1993), мачехой актёров Пуджи Бхатт и Рахула Бхатта. 
Раздан заявила, что она живет в Индии с трехмесячного возраста и что у неё есть заграничное гражданство Индии.